# 叉毛蓬
叉毛蓬（学名：Petrosimonia sibirica）为苋科叉毛蓬属的植物。其种加词“sibirica”意为“西伯利亚的”。分布在中亚、西伯利亚以及中国大陆的新疆等地，生长于海拔500米至840米的地区，一般生于盐碱土荒漠、戈壁以及干山坡，目前尚未由人工引种栽培。

## 异名
- Halimocnemis sibirica C.A.Mey.
- Petrosimonia sibirica var. bungeana Serg.
- Polycnemum sibiricum Pall.